# باشگاه والیبال گل‌گهر سیرجان
باشگاه والیبال گل‌گهر سیرجان یک باشگاه والیبال ایرانی است که در شهر سیرجان قرار دارد. این باشگاه یکی از تیم‌های باشگاه فرهنگی ورزشی گل‌گهر سیرجان محسوب می‌شود. این باشگاه در چند دوره در لیگ برتر والیبال ایران حضور یافته است و هم‌اکنون در لیگ دسته اول والیبال ایران‌ با حریفان خود به رقابت می‌پردازد.

## ترکیب کنونی
- امیرمحمدبلوردی
- مهدی محبوبی
- معین ستوده
- حسین امانی
- عباس عزت‌آبادی
- امید گلریز
- مجید پورجلالی
- حسام دهیادگاری
- شهریار بهرامی
- رسول شهسواری
- مهدی سلطانی
- کاشف منصور
- ابراهیم خزلی
- علی مکی‌نسب
- مهدی مکی‌نسب
- عابد نورمحمدی
- فرهاد پیروت‌پور
- سرمربی:  محمد تبریزی
- کمک‌مربی:  رضا قاسمی
- کمک‌مربی:  منصور زامیاد